# エウダミダス3世
エウダミダス3世（古希: Εὐδαμίδας、英: Eudamidas III、在位：紀元前241年-紀元前228年）はエウリュポン朝のスパルタ王である。
エウダミダス3世は先王アギス4世の子であり、その後を継いで王位に就いた。王位に登った時彼はまだ少年であったが、後に監督官と共犯でクレオメネス3世により毒殺された。王位は叔父のアルキダモス5世が継いだ。

## 註
1. ↑  パウサニアス, III. 9. 1